# شهاب الدين العيني
شهاب الدين أحمد بن عبد الرحيم بن بدر الدين العيني (تُوفي عام 1503 ميلاديًا الموافق 909 هجريًا) كان ممن تولوا منصب «أمير الحج»، وبنى قصرًا كبيرًا يُعرف باسم «قصر العيني» عام 1466 ميلاديًا الموافق 871 هجريًا.

## حياته

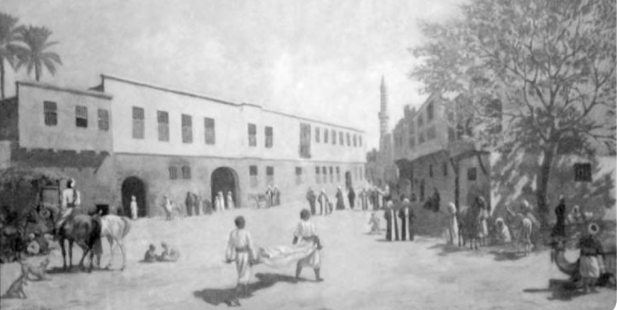
مستشفى ومدرسة الطب بقصر العيني عام 1838 ميلاديًا

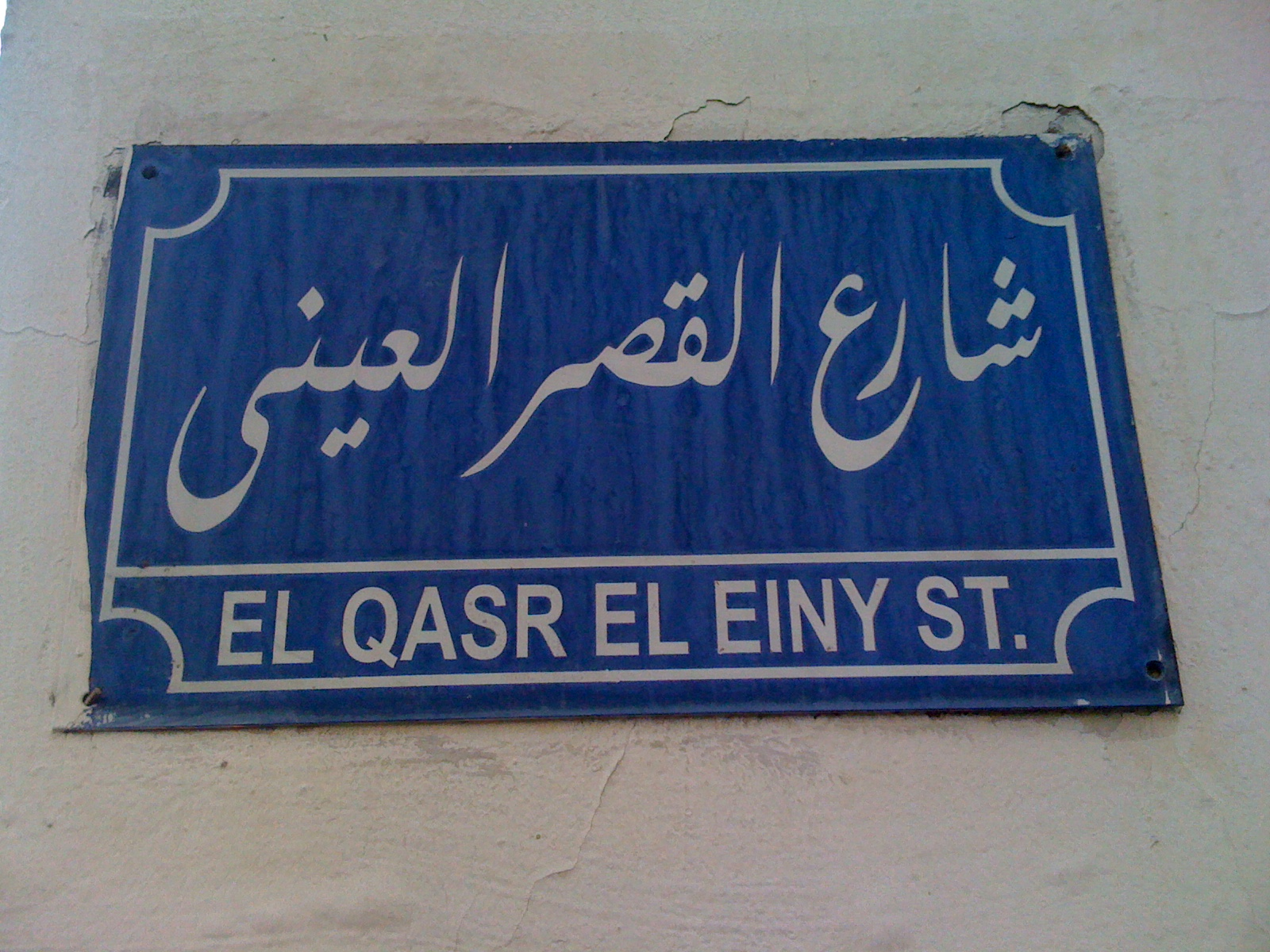
لافتة شارع قصر العيني بالقاهرة

اسمه الكامل شهاب الدين أحمد بن عبد الرحيم بن بدر الدين محمود بن أحمد بن موسى بن أحمد العيني، ترجع أُصوله إلى مدينة عنتاب؛ لذلك يُسمى العيني. والده عبد الرحيم ووالدته ابنة خونة الأحمدية، وهو حفيدُ المؤرخ بدر الدين العيني (تُوفي عام 855 هجريًا).
ارتفع شأن شهاب الدين العيني في عهد السلطان الظاهر سيف الدين خُشقدم، فمنح شهاب الدين عام 869 هجريًا «أمرة مائة وتقدمة ألف»،(1) وهي أعلى رتبة عسكرية، ثم جعله أميرًا على الحج، ثم عُين مسؤولًا عن إسطبلات السلطان. بنى بعدها قصرًا كبيرًا عُرف باسم قصر العيني على النيل في القاهرة عام 1466 ميلاديًا الموافق 871 هجريًا، وتصفه المصادر على أنه «قصرٌ عظيمٌ مطلٌ على النيل»، وأنهُ «كان من أحسن المتنزهات بالقاهرة وظل يتمتع بمكانةٍ مرموقةٍ في العصر العثماني، ومحله الآن مستشفى قصر العيني».
عندما اكتمل بناء القصر، أقام شهاب الدين العيني احتفالًا ودعى الظاهر سيف الدين خُشقدم لزيارته وافتتاحه، حيث كان سلطان البلاد آنذلك، فلبى الدعوة وقضى ليلةً حافلةٍ فيه، تصفها المصادر «وقضى يومًا سُلطانيًّا بديعًا»، كما منح شهاب الدين الإمارة العسكرية، فأصبح قائمًا على أمور السلطنة مع الأمير خاير بك.
تغيرت الأحوال في مصر بعدما أصبح قايتباي سلطانًا على البلاد عام 1467 ميلاديًا الموافق 872 هجريًا، وحكم بضربِ شهاب الدين العيني والقبض عليه، فضربه السلطان بيده 20 ضربة بالعصا حتى أُغمي عليه، ونهبَ العامةُ القصر أثناء اعتقاله. إتفق شهاب الدين والسلطان قايتباي على أن يُسدد شهاب الدين 20 ألف دينارٍ شهريًا مُقابل الإفراج عنه، فأُفرج عنه، ولكن أُعيد القبض عليه مباشرةً مرةً أُخرى لتأخره بالسداد. ظلَّ بعدها بعيدًا عن الوظائف العامة، وظل مقربًا من السلطان حتى توفي قايتباي، وتولى قانصوه الغوري السلطنة، فأمر بالقبض على شهاب الدين وألزمه بسداد بعض الأموال، ولكنَّ شهاب الدين استطاع الفرار إلى مكة المكرمة ثم إلى المدينة المنورة، فأرسل له الغوري من يأتي به مُكبلًا بالسلاسل والحديد، ولكنَّ شهاب الدين قضى حياته في المدينة حتى وفاته.

## وفاته
تُوفي شهاب الدين العيني في المدينة المنورة عام 1503 ميلاديًا (أو 1504 ميلاديًا) الموافق 909 هجريًا، ودُفن في البقيع.

### مآل القصر
أصبح قصرهُ بعد وفاته ملكًا من أملاك الدولة. يُلخص كتاب «القاهرة وما فيها» لمكاوي سعيد مآل القصر، فيذكر بأنهُ «استولى بكوات المماليك على القصر وحوله إلى استراحة، ثم قصرًا للضيافة، ثم مكانًا للحبس الجبري. وعلى أيام الحملة الفرنسية صادر نابليون القصر وحوله إلى مستشفًى عسكري وفيه وضع جثمان كليبر حتى تم نقله إلى فرنسا مع رحيلة الحملة، وعلى أيام محمد علي حُوَّل القصر إلى مقر للضيافة فترة، حتى تقرر نقل المستشفى العسكري من أبي زعبل إلى القصر فتقرر فجأة هدم القصر لتحويله إلى مستشفى كبير مثل الموجود في أوروبا على يد كلوت بك».

## أماكن سُميت باسمه
أُطلق اسمه على شارع القصر العيني بالقاهرة، والذي كان يُسمى سابقًا «شارع مصر العتيقة»، وهو شارعٌ أُحادي الاتجاه يصب نحو ميدان التحرير ويمرّ بعدة مصالح حكومية.

## الهوامش
- «1»: أمرة مائة وتقدمة ألف: هما وظيفتان عسكريتان يتدرج فيهما الجندي من أمير عشرة إلى أمرة طبلخاناه، إلى أمير مائة وتقدمة ألف وهي أعلى مراتب الأمراء والحائز لها يلي الوظائف الكبيرة وسمي أمير مائة بسبب تخصيص مائة مملوك لخدمته.[9][10]